# Oxyloma elegans
Oxyloma elegans е вид коремоного от семейство Succineidae.

## Разпространение
Този вид се среща в европейските страни и острови, включително Великобритания, Ирландия, Полша, Русия (Свердловска област), Украйна, Словакия и Чехия, където е почти застрашен.